# Ahmed Gaid Salah
Ahmed Gaid Salah (in arabo أحمد قايد صالح‎?; in berbero ⴰⵃⵎⴷ ⵇⴰⵉⴷ ⵚⴰⵍⵃ; Aïn Yagout, 13 gennaio 1940 – Algeri, 23 dicembre 2019) è stato un militare e politico algerino, dal 2004 fino alla sua morte capo di stato maggiore nell'Esercito Nazionale Popolare. Dal 2013 è stato anche Vice Ministro della Difesa Nazionale e nel 2019 Ministro.
Nell'ambito delle proteste di massa del 2019 contro il regime ("Hirak"), spinse a dimettersi il presidente Abdelaziz Bouteflika, a cui era stato vicino e di cui aveva inizialmente sostenuto il quinto mandato. Successivamente i manifestanti gli chiesero di lasciare il potere, che aveva di fatto ereditato. Il suo periodo di potere fu caratterizzato dall'arresto di centinaia di oppositori e dalle epurazioni di alti esponenti del regime. Respinse anche l'avvio dell'esecutivo, rappresentato da Abdelkader Bensalah e Noureddine Bedoui, limitò la circolazione dei manifestanti e vietò la bandiera Amazigh.
Morì pochi giorni dopo l'insediamento del nuovo presidente Abdelmadjid Tebboune, eletto in un ballottaggio contestato che Gaïd Salah aveva spinto ad organizzare.

## Biografia
Ahmed Gaïd Salah nacque il 13 gennaio 1940 (o cinque anni prima, secondo alcune fonti)) ad Aïn Yagout. Aveva sei fratelli, tra cui Abdelmadjid (1935-2019), e una sorella.
Secondo la sua biografia ufficiale, all'età di 17 anni è stato "maquisard" durante la guerra d'Algeria nella storica Armata di Liberazione Nazionale (ALN) e si diplomò all'Accademia di artiglieria militare di Vystrel (URSS).

## Carriera
Il percorso militare di Ahmed Gaïd Salah, comprende poche gloriose gesta d'armi, sia come "maquisard" sia come capo militare: le regioni sotto il suo comando militare durante la lotta al terrorismo islamista erano zone calme. Tuttavia, progrediva a poco a poco nella gerarchia militare ed era considerato vicino alle truppe che visitava frequentemente.
Partecipò nel 1968 alla campagna mediorientale in Egitto contro Israele. Nel 1994, durante la Guerra Civile, fu nominato Comandante delle Forze di Terra.

### Presidenza di Bouteflika
Bouteflika lo mantenne nelle sue funzioni di comandante nel 2003 quando stava per essere rimosso dal generale Lamari. Il 3 agosto 2004, fu nominato Capo di Stato Maggiore dell'Esercito. La sua nomina da parte del presidente Bouteflika mirava a sostituire Mohamed Lamari che esercitava una forte influenza e non era vicino a Bouteflika. Nel 2013 Gaïd Salah venne nominato viceministro della Difesa in sostituzione di Abdelmalek Guenaizia.
D'accordo con la famiglia Bouteflika, fu tra coloro che ottennero il pensionamento nel 2015 del leader del potente dipartimento di intelligence e sicurezza (DRS) Mohamed Mediène.  Più in generale, Gaïd Salah sovrintese alla trasformazione dell'esercito, che era indipendente dal potere politico e arbitro del gioco politico, in un esercito più riservato sulle questioni politiche e sotto il controllo del potere politico civile. Secondo le rivelazioni di WikiLeaks, era "forse l'ufficiale più corrotto dell'apparato militare".
Il 6 dicembre 2017, secondo i giornalisti Christian Chesnot e Georges Malbrunot, il presidente francese Emmanuel Macron, durante la sua visita ad Algeri, ancor prima della sua intervista con il presidente Bouteflika, comandante supremo delle forze armate, avrebbe chiesto di incontrare di persona Gaïd Salah per discutere di questioni militari. Questa richiesta era contraria al protocollo poiché nominalmente Bouteflika era il leader supremo dell'ANP, ma Macron ottenne comunque soddisfazione.

### "Uomo forte" dell'Algeria
Presentato come un caro amico di Saïd Bouteflika o addirittura con una “inesauribile lealtà al presidente”, sostenne la rielezione di Abdelaziz Bouteflika nel 2014. Con la malattia di Bouteflika, diventò il principale attore del regime e il suo rappresentante nei media. Inizialmente appoggiò la candidatura del presidente uscente per un quinto mandato, prima di adottare un discorso conciliante, annunciando il sostegno dell'esercito al popolo algerino durante le manifestazioni svolte in Algeria nel 2019.
Suo genero, Abdelghani Zaalane, è stato ministro dei trasporti da maggio 2017 a marzo 2019. Durante la crisi legata alla candidatura di Abdelaziz Bouteflika alle elezioni presidenziali del 2019, Zaalane venne nominato responsabile della campagna elettorale di Bouteflika all'inizio del 17 marzo. In agosto Zaalane finì in custodia cautelare per un caso di corruzione.
Il 26 marzo 2019, Gaïd Salah "suggerì" al Consiglio costituzionale di dichiarare l'incapacità di Bouteflika per motivi di salute attraverso l'articolo 102 della Costituzione. Questa dichiarazione venne considerata come una netta rottura tra i leader dell'Esercito popolare nazionale e il “clan Bouteflika”.
Il 27 marzo, Saïd Bouteflika, Athmane Tartag, Mohamed Mediène e Louisa Hanoune si incontrarono in una residenza militare per elaborare un piano che portasse al licenziamento di Gaïd Salah e al mantenimento di Bouteflika in cambio della nomina di un nuovo Primo Ministro incaricato di curare la transizione in base ad una promessa fatta a metà marzo. Dopo aver esitato sul nome del primo ministro, Saïd Bouteflika e Mediène scelsero, nel corso di un secondo incontro, l'ex presidente della Repubblica Liamine Zéroual, che declinò, dopo aver accettato, invocando motivi di salute.
Meno di una settimana dopo il “suggerimento” di Gaïd Salah, la presidenza annunciò il 1º aprile le future dimissioni di Abdelaziz Bouteflika. Si dimise il giorno dopo, il 2 aprile. Poche ore prima dell'annuncio ufficiale delle dimissioni del presidente, Gaïd Salah aveva chiesto che fosse “applicata immediatamente” la procedura costituzionale che consentiva la destituzione del capo dello Stato. Era quindi l'uomo forte del paese. In nome di un'operazione "mani pulite", Ahmed Gaïd Salah giustificò l'arresto di oligarchi e membri del clan Bouteflika, tra cui Saïd Bouteflika, Rédha Kouninef e i suoi fratelli, i generali Mohamed Mediène e Athmane Tartag, ma anche di alcuni degli oppositori del regime come l'uomo d'affari Issad Rebrab, leader del gruppo "Cevital" e patron della stampa di opposizione con i quotidiani Liberté e El Khabar, arrestato nell'ambito di un'indagine doganale. Fu arrestata anche la politica Louisa Hanoune. Il 19 giugno, Gaïd Salah esortò i manifestanti a non issare la bandiera berbera, aggiungendo che le forze di sicurezza avevano ricevuto ordini per impedire di farlo.
Il 30 luglio, Gaïd Salah, invitando a non "perdere altro tempo", respinse le misure di pacificazione concesse dal capo di Stato ad interim, Abdelkader Bensalah, definendole "dettami" e "idee velenose", al pari della semplificazione del sistema di sicurezza. Come in precedenti occasioni, Gaïd Salah insinuò che quegli appelli erano idee veicolate dalla “banda” decaduta. Il 26 agosto, attaccò i fautori di una transizione, e respinse l'idea di convocare elezioni legislative anticipate per modificare la Costituzione.
Il 2 settembre, chiese la convocazione dell'elettorato per il 15 settembre. Respinse una modifica totale della legge elettorale e attaccò gli oppositori della sua proposta, parlando di “congiura di alcuni partiti contro la patria e il popolo” e denunciando “la critica e la denigrazione”. La settimana successiva affermò che il ballottaggio si sarebbe svolto entro il “tempo fissato”,  poi definì gli oppositori delle “orde”.
Il 15 settembre, come richiesto dal capo dell'esercito, Bensalah convocò le elezioni presidenziali, fissandone la data al 12 dicembre. Il 18 settembre, Gaïd Salah chiese di bloccare gli ingressi nella capitale dalle altre province. Il 15 ottobre, accusò i manifestanti di essere pagati con “denaro sporco” e minacciò di perseguire penalmente coloro che avessero tentato di interrompere lo svolgimento del voto o di incitare gli elettori a boicottarlo. Difese anche la controversa legge sugli idrocarburi. Il 30 ottobre, ribadendo che le elezioni presidenziali si sarebbero svolte nella data prevista, respinse ogni richiesta di rilascio dei manifestanti in carcere.
In seguito all'investitura del nuovo Presidente eletto, Abdelmadjid Tebboune, il 19 dicembre, il nuovo Capo dello Stato gli conferì eccezionalmente la Medaglia dell'Ordine al Merito Nazionale al grado di "Sadr", "in segno di riconoscimento per il suo impegno e la sua ruolo in questo delicato periodo che ha permesso di rispettare la Costituzione e di preservare la sicurezza dei cittadini, del Paese e delle istituzioni della Repubblica”.

### Morte
Gaid Salah ebbe un infarto la mattina del 23 dicembre 2019 e fu ricoverato d'urgenza in un ospedale militare di Algeri, dove morì poche ore dopo. Aveva 79 anni. La sua ultima apparizione pubblica risaliva a quattro giorni prima, quando ricevette l'Ordine Nazionale al Merito dal presidente Abdelmadjid Tebboune. Dopo il suo funerale, fu sepolto il 25 dicembre 2019 nel cimitero di El-Alia, ad Algeri.

## Riconoscimenti
- Collare dell'Ordine Nazionale al Merito (Algeria)
- Medaglia dell'Ordine al Merito Militare (Algeria)
- Medaglia al valore (Algeria)
- Medaglia al coraggio (Algeria)
- Medaglia d'Onore (Algeria)
- Medaglia di longevità e servizio esemplare (Algeria)
- Medaglia per la partecipazione alle guerre in Medio Oriente 1967 e 1973 (Algeria)
- Commendatore dell'Ordine della Repubblica di Tunisia